# Carabus nemoralis prasinotinctus
Carabus (Archicarabus) nemoralis prasinotinctus – podgatunek chrząszcza z rodziny biegaczowatych i podrodziny Carabinae. Traktowany też jako gatunek Carabus (Archicarabus) prasinotinctus.

## Taksonomia
Takson ten został opisany w 1880 roku przez Lucasa F. J. D. von Heydena. Klasyfikowany jest jako podgatunek biegacza gajowego lub jako oddzielny gatunek Carabus prasinotinctus w obrębie podrodzaju Archicarabus.

## Opis
Chrząszcz o ciele długości od 20 do 26 mm. Niezdolny do lotu.

## Występowanie
Podgatunek palearktyczny, znany z Portugalii, północno-środkowej i północnej Hiszpanii oraz południowo-zachodniej Francji.
W hiszpańskiej prowincji León częstszy w dąbrowach tworzonych przez Quercus pyraneica niż w buczynach.